# This Time for Keeps
This Time for Keeps é um filme musical estadunidense de 1947 dirigido por Richard Thorpe e estrelado por Esther Williams, Jimmy Durante, Johnnie Johnston e o cantor de ópera Lauritz Melchior.

## Elenco
- Esther Williams como Leonora Cambaretti
- Johnnie Johnston como Dick Johnson
- Jimmy Durante como Ferdi Farro
- Lauritz Melchior como Richard Herald
- Xavier Cugat como ele mesmo
- May Whitty como Avó Cambaretti
- Mary Stuart como Frances Allenbury
- Ludwig Stössel como Peter
- Sharon McManus como Deborah Cambretti
- Dick Simmons como Gordon

## Produção
As filmagens ocorreram em julho de 1946 e incluíram locações na Ilha Mackinac. Esther Williams estava grávida durante as filmagens do filme, mas depois sofreu um aborto espontâneo.

## Números musicais
- "Easy to Love" – Johnny Johnston
- "I Love to Dance" – Xavier Cugat e sua orquestra
- "I'm the Guy Who Found the Lost Chord" – Jimmy Durante
- "La donna è mobile" de Rigoletto – Lauritz Melchior
- "A Little Bit This and a Little Bit That" – Jimmy Durante
- "Inka Dinka Doo" – Jimmy Durante
- "M'Appari" from Martha – Lauritz Melchior
- "I'll Be with You in Apple Blossom Time" – Johnny Johnston
- "S'No Wonder They Fell in Love" – Johnny Johnston, Esther Williams e Sharon McManus
- "Ora è per sempre addio" de Otello – Lauritz Melchior

## Recepção
O New York Times chamou o filme de um "show muito monótono, conscientemente fofo e embaraçosamente enjoativo".